# بخش یونگکیائو
بخش یونگکیائو (به لاتین: Yongqiao District) یک منطقهٔ مسکونی در چین است که در سوجوا واقع شده‌است. بخش یونگکیائو ۲٬۸۶۸ کیلومتر مربع مساحت و ۱٬۷۴۳٬۰۰۰ نفر جمعیت دارد.